# Endemol Shine Group
Endemol Shine Group est un groupe de production de télévision néerlandais créé en janvier 2015 et classé à l'indice NYSE Euronext (bourse d'Amsterdam), issu de la fusion entre le studio Endemol d'origine fondé en 1994 et Shine Group. Le groupe de production de télévision néerlandais Endemol fusionne en 1994 deux sociétés, Joop van den Ende Producties et John de Mol Producties. En 2011, le groupe est présent dans 22 pays : la Grande-Bretagne, les États-Unis, la France, le Mexique, l'Espagne, l'Italie, l'Allemagne, le Brésil, le Chili, l'Argentine, la République dominicaine, la Pologne, le Portugal, la Russie, l'Inde, l'Afrique du Sud, le Liban, le Maroc, les Philippines, la Belgique, la Turquie, l'Australie et le Pérou.
Le 26 octobre 2019, la société française Banijay Group annonce racheter Endemol Shine à Apollo Global Management et The Walt Disney Company puis le 30 juin 2020, Banijay rachète Endemol Shine.

## Histoire
Depuis sa création en 1994, Endemol poursuit une politique d'expansion internationale agressive et a racheté des sociétés de production dans plus de vingt pays. Joop van den Ende quitte le groupe en 1998 pour en racheter la division live entertainment et créer une société indépendante uniquement consacrée au spectacle vivant : Stage Entertainment. En 2000, Endemol a été absorbé par le géant des télécommunications espagnol Telefónica qui a pris 75 % du capital de l'entreprise pour près de 5,5 milliards d'euros. En décembre 2003, à la suite de la nomination par Telefónica de Joaquin Agut Bonsfills au poste de directeur général du groupe, John de Mol démissionne de son poste de directeur créatif.
Le 22 janvier 2007, Telefónica annonce que John de Mol et Disney s'apprêtent à racheter la part de 75 % de Telefónica dans Endemol. Toutefois Bernard Arnault et Stéphane Courbit ont annoncé être intéressés par le rachat d'Endemol avec un fonds d'investissement français. Finalement, la part majoritaire (75 %) d'Endemol, détenue par Telefónica, a été  vendue à un consortium composé de Mediaset, le groupe de Silvio Berlusconi, Goldman Sachs et Cyrte (société qui gère une partie des fonds de De Mol) pour un montant de 2,629 milliards d'euros (Annonce de Telefonica le 14 mai 2007).
En mars 2009, Endemol rachète la société de production de télévision australienne Southern Star.
Le 23 mars 2012, la dette d'Endemol est convertie en une participation en actions par la société américaine Apollo Global Management. Le 3 avril 2012, Mediaset vend sa part majoritaire à Apollo et à la société Cyrte
Entre mai et décembre 2014, Endemol fusionne avec Core Media, une autre filiale du fonds Apollo Global Management, et avec Shine Group, une filiale de 21st Century Fox, pour créer Endemol Shine Group le 1er janvier 2015, détenu à 50 % par Apollo Global Management et à 50 % par 21st Century Fox.
Le 20 juin 2018, Endemol Shine Group annonce avoir sollicité Deutsche Bank et LionTree en vue d'explorer ses options de ventes, alors que Disney a annoncé en décembre son intention d'acheter la majorité des actifs de la 21st Century Fox. Le 6 novembre 2018, Endemol stoppe sa recherche de repreneurs initiée en juin, Disney au travers du rachat de la Fox, et Appollo restent actionnaires à part égales.
Le 26 octobre 2019, la société française Banijay Group annonce racheter Endemol Shine à Apollo Global Management et The Walt Disney Company, formant ainsi le plus gros producteur audiovisuel au monde (sous réserve d'accord des régulateurs compétents).
Le 30 juin 2020, la Commission européenne autorise le rachat d’Endemol Shine par Banijay,.

## Activités
Endemol est spécialisé dans la production d'émissions de flux : télé-réalité, magazines, divertissements et jeux.
Le groupe est propriétaire de formats d'émissions qu'il teste dans un pays puis décline à l'international en cas de succès. Parmi les formats d'Endemol, on peut citer Big Brother (Loft Story et Nice People ainsi que Secret Story en France au Portugal et aux Pays-Bas), Star Academy, 1 contre 100, Money Drop ou Fear Factor (en), Attention à la marche, La Ferme Célébrités, Les Enfants de la télé, À prendre ou à laisser et Anime de Training Exercices. Le groupe possède aussi 17,43 % de la chaîne européenne Jetix. (Chaîne rachetée dans son intégralité par Disney)
Depuis 2011, le groupe produit également la série à fort succès Black Mirror, relatant de la puissance de la technologie dans le monde.

## En France et en Australie
En France, Endemol est surtout présent sur les chaînes du Groupe TF1 avec notamment Miss France, l'émission de télé-réalité Secret Story et bien sûr avec le jeu Les Douze Coups de midi, qui grâce à une diffusion quotidienne, fait la meilleure audience annuelle de la filiale française.
En 2009, la société de production australienne Southern Star est achetée par Endemol qui la renomme Le 11 décembre 2013, Endemol Australie.